# Смеркович, Людмила Евгеньевна
Людми́ла Евге́ньевна Смерко́вич (псевдоним Ска́ди; род. 1971, Казань, СССР) — исполнительница песен в жанре бард-фолка, менестрель. Псевдоним произошёл от имени скандинавской богини Скади.
Людмила Смеркович (Скади) родилась в 1971 году в Казани, окончила химический факультет Казанского государственного университета. С конца 1980-х пишет стихи и песни, в 1994 году выпустила первый альбом. Автор нескольких небольших сборников текстов: «Брин-Мирддин», «Интерпретация» и других. Мастер ролевых игр, член оргкомитета фестиваля Зиланткон, соруководитель Казанского игротехнического семинара, главный редактор альманаха «Magister Ludi». С 2001 года инициатор и организатор конвента мастеров РИ «Мастер-Зилант», организатор конкурсов авторской песни на «Зилантконе». Один из самых известных в сообществе толкинистов исполнителей авторов-исполнителей. Лауреат премии «Малый Зилант» 2016 года.
В настоящее время живёт в Казани, работает директором Центра ролевых игр «Факел» и бизнес-консультантом.

## Дискография
- 1994 — «Струны покрываются инеем»
- 1997 — «Королева без королевства»
- 1998 — «Ветер не при чём»
- 2000 — «Двери»
- 2001 — «Дневник Короля Мёнина»
- 2006 — «Лэ о Лэйтиан»
- 2007 — «Дискордия»